# Liste der Bischöfe von Aversa
Die folgenden Personen waren Bischöfe von Aversa (Italien):
- Azzolino (1053)
- Goffredo (1059–1080)
- Guitmondo (1088–1094)
- Giovanni I. (1094–1101)
- Roberto I. (1104–1113)
- Roberto II. (1119–1132)
- Giovanni II. (1134–1140)
- Giovanni III. (1141–1152)
- Gualtiero (1158–1175)
- Falcone (1180–1191)
- Lamberto (1192)
- Gentile (1198–1210)
- Basuino (1215–1221)
- Matteo (1225–1226)
- Giovanni IV. Lamberti (1229–1235)
- Federico (1254)
- Simone di Pastinerio (1255–1256)
- Giovanni V. (1259–1264)
- Fidanza da Spoleto (1261–1274)
- Adamo d’Amiens (1276–1296)
- Landolfo Brancaccio (1296–1297)
- Leonardo Patrasso (1297–1299)
- Pietro I. Turrite (1299–1309)
- Pietro II. di Beauvais (1309–1321)
- Guglielmo OM (1323–1325)
- Raimondo di Mausac OM (1326–1337)
- Bartolomeo I. OSB (1337–1340)
- Giovanni VI. di Bari (1342–1351)
- Angelo Ricasoli (1357–1369)
- Poncello Orsini (1369–1378)
- Bartolomeo II. (1379–1380)
- Marino Del Giudice (1381–1385) (Kardinal) (Administrator)
- Erecco Brancaccio (1386–1392) (Kardinal) (Administrator)
- Rainalo Brancaccio (1421) (Kardinal)
- Pietro III. Caracciolo (1422)
- Giacomo Carafa della Spina (1430–1471)
- Pietro IV. Brusca (1471–1474)
- Giovanni Paolo (1474–1500)
- Luigi d’Aragona (1501–1515) (Kardinal) (Administrator)
- Silvio Pandone (1515–1519)
- Antonio Scaglione (1519–1524)
- Sigismondo Gonzaga (1524) (Kardinal) (Administrator)
- Ercole Gonzaga (1524–1528) (Kardinal) (Administrator)
- Pompeo Colonna (1529–1532) (Kardinal) (Administrator)
- Fabio Colonna (1532–1554)
- Balduino de Balduinis (1555–1582)
- Giorgio Manzolo (1582–1591)
- Pietro V. Orsini (1591–1598)
- Bernardino Morra (1598–1605)
- Filippo Spinelli (Kardinal) (1605–1616)
- Carlo I. Carafa (1616–1644)
- Carlo II. Carafa della Spina CR (Kardinal) (1644–1665)
- Paolo Carafa (1665–1686)
- Fortunato Ilario Carafa della Spina (Kardinal) (1687–1697)
- Innico Caracciolo (Kardinal) (1697–1730)
- Giuseppe Firrao (1730–1735)
- Ercole Michele d’Aragona (1735)
- Filippo Niccolò Spinelli (1735–1761)
- Giovanbattista Caracciolo (1761–1765)
- Niccoló Borgia (1765–1779)
- Francesco Del Tufo (1779–1803)
- Gennaro Maria de Guevara Suardo (1804–1814)
- Agostino Tommasi (1818–1821)
- Francesco Saverio Durini (1823–1844)
- Sisto Riario Sforza (1845–1845)
- Antonio Saverio De Luca (1845–1853) (dann Titularerzbischof von Tarsus)
- Domenico Zelo (1855–1885)
- Carlo Caputo (1886–1897); dann Apostolischer Nuntius in Bayern
- Francesco Vento (1897–1910)
- Adolfo Turchi (1911) (Administrator)
- Settimio Caracciolo di Torchiarolo (1911–1930)
- Carmine Cesarano CSsR (1931–1935)
- Antonio Teutonico (1936–1966)
- Antonio Cece (1966–1980)
- João (Giovanni) Gazza SX (1980–1993)
- Lorenzo Chiarinelli (1993–1997) (dann Bischof von Viterbo)
- Mario Milano (1998–2011)
- Angelo Spinillo (seit 2011)